# Lista de património edificado no distrito de Évora
Esta lista é uma sub-lista da Lista de património edificado em Portugal para o Distrito de Évora, ordenada alfabeticamente por concelho, baseada nas listagens do IPPAR de Março de 2005 e atualizações.
Legenda:
- Os monumentos podem eventualmente ter várias designações, sendo estas separadas nesse caso pela conjunção "ou";
- Por vezes vários edifícios fazem parte de uma mesma classificação patrimonial, sendo nesse caso separados pela conjunção "e";
- A existência de dois graus de classificação diferente para um mesmo monumento (usualmente VC e outro) significa que este aguarda uma classificação definitiva, se bem que tenha sido homologado com o grau indicado (ex: VC-IIP é um imóvel em vias de classificação, homologado com o grau de Imóvel de Interesse Público).

Observação: São preservadas as denominações adoptadas pelo IPPAR, mesmo que elas apresentem outras alternativas. Nestes casos há redireccionamento para aquela em que o artigo está redigido, podendo ou não esta designação aparecer na lista.

## Alandroal
| ID       | Designações | Categoria             | Tipologia  | Freguesia                            | Grau | Ano  | Coordenadas                  | Imagem       |
| -------- | --- | --------------------- | ---------- | ------------------------------------ | ---- | ---- | ---------------------------- | ------------ |
| 72308    | Fortaleza de Juromenha ou Fortificação da Vila de Juromenha                                                     | Arquitetura militar   | Fortaleza  | Juromenha                            | IIP  | 1957 | 38.738175° N 7.239841° O     | Mais imagens |
| 70281    | Castelo do Alandroal                                                                                            | Arquitetura militar   | Castelo    | Nossa Senhora da Conceição           | MN   | 1910 | 38.701847° N 7.404152° O     | Mais imagens |
| 74743    | Pelourinho de Alandroal                                                                                         | Arquitetura civil     | Pelourinho | Nossa Senhora da Conceição           | IIP  | 1933 | 38.702339° N 7.403227° O     |              |
| 74744    | Igreja da Misericórdia ou Igreja da Santa Casa da Misericórdia e fonte                                          | Arquitetura religiosa | Igreja     | Nossa Senhora da Conceição           | IIP  | 1993 | 38.701669° N 7.405127° O     |              |
| 10096646 | Azenha Grande de S. Brás dos Matos                                                                              | n/a                   | n/a        | São Brás dos Matos (Mina do Bugalho) | IIM  |      | 38.71270198° N 7.36815135° O |              |
| 70190    | Castelo de Terena                                                                                               | Arquitetura militar   | Castelo    | Terena                               | MN   | 1946 | 38.621587° N 7.407247° O     | Mais imagens |
| 70209    | Capela da Boa Nova ou Capela de Nossa Senhora da Boa Nova ou Santuário de Nossa Senhora da Assunção da Boa Nova | Arquitetura religiosa | Capela     | Terenas                              | MN   | 1910 | 38.616767° N 7.397346° O     | Mais imagens |
| 70472    | Castro de Castelo Velho                                                                                         | Arqueologia           | Castro     | Terenas                              | MN   | 1910 | 38.617747° N 7.417393° O     |              |
| 73659    | Pelourinho de Terena                                                                                            | Arquitetura civil     | Pelourinho | Terenas                              | IIP  | 1933 | 38.620858° N 7.407826° O     | Mais imagens |
| 74089    | Povoado fortificado e Santuário de Endovélico                                                                   | Arqueologia           | Santuário  | Terenas                              | IIP  | 1997 | 38.667567° N 7.47937° O      |              |

 Legenda: PM - Património Mundial · MN - Monumento Nacional · IIP - Imóvel de Interesse Público · MIP - Monumento de Interesse Público · CIP - Conjunto de Interesse Público · SIP - Sítio de Interesse Público · IIM - Imóvel de Interesse Municipal · MIM - Monumento de Interesse Municipal · CIM - Conjunto de Interesse Municipal · SIM - Sítio de Interesse Municipal · VC - Em vias de classificação · SPL - Sem proteção legal

## Arraiolos
| ID       | Designações | Categoria             | Tipologia  | Freguesia                | Grau | Ano  | Coordenadas                  | Imagem       |
| -------- | --- | --------------------- | ---------- | ------------------------ | ---- | ---- | ---------------------------- | ------------ |
| 70187    | Ruínas romanas de São João do Campo ou Templo romano de Santana do Campo ou Igreja de Santa Ana da Franzina     | Arqueologia           | Templo     | Arraiolos                | MN   | 1910 | 38.767272° N 8.033521° O     |              |
| 70188    | Pelourinho de Arraiolos                                                                                         | Arquitetura civil     | Pelourinho | Arraiolos                | MN   | 1910 | 38.725237° N 7.984795° O     |              |
| 70486    | Castelo de Arraiolos ou Paço dos Alcaides                                                                       | Arquitetura militar   | Castelo    | Arraiolos                | MN   | 1910 | 38.725454° N 7.987851° O     | Mais imagens |
| 70492    | Anta da Vila de Arraiolos                                                                                       | Arqueologia           | Anta       | Arraiolos                | MN   | 1910 | 38.712317° N 7.974692° O     |              |
| 71361    | Capela de Nossa Senhora das Necessidades ou Ermida de Nossa Senhora das Necessidades ou Ermida de Santo Estêvão | Arquitetura religiosa | Capela     | Arraiolos                | VC   |      |                              |              |
| 71363    | Igreja da Misericórdia de Arraiolos                                                                             | Arquitetura religiosa | Igreja     | Arraiolos                | VC   |      |                              |              |
| 71657    | Casa do Capitão - Mor ou Casa da Mala - Posta                                                                   | Arquitetura civil     | Casa       | Arraiolos                | VC   |      |                              |              |
| 73657    | Convento dos Lóios ou Convento de Nossa Senhora da Assunção                                                     | Arquitetura religiosa | Igreja     | Arraiolos                | IIP  | 1974 | 38.731952° N 7.988963° O     | Mais imagens |
| 73658    | Igreja do Antigo Convento de São Francisco e cemitério anexo                                                    | Arquitetura religiosa | Igreja     | Arraiolos                | IIP  | 1982 | 38.722544° N 7.982461° O     |              |
| 71362    | Igreja Paroquial da Igrejinha ou Igreja de Nossa Senhora da Consolação                                          | Arquitetura religiosa | Igreja     | Igrejinha                | VC   |      |                              |              |
| 71360    | Igreja de São Pedro da Gafanhoeira                                                                              | Arquitetura religiosa | Igreja     | São Pedro de Gafanhoeira | IIP  | 2003 |                              |              |
| 71364    | Igreja de Santa Clara do Sabugueiro                                                                             | Arquitetura religiosa | Igreja     | São Pedro de Gafanhoeira | VC   |      |                              |              |
| 69872    | Anta da Venda do Duque                                                                                          | Arqueologia           | Anta       | Vimieiro                 | MN   | 1910 | 38.795334° N 7.779895° O     |              |
| 71586    | Igreja do Espírito Santo ou Igreja do Hospital do Espírito Santo                                                | Arquitetura religiosa | Igreja     | Vimieiro                 | IIM  | 1997 | 38.79133249° N 7.78548983° O |              |
| 71587    | Igreja da Misericórdia de Vimieiro                                                                              | Arquitetura religiosa | Igreja     | Vimieiro                 | IIM  | 1997 |                              |              |
| 71658    | Palácio dos Condes de Vimieiro                                                                                  | Arquitetura civil     | Palácio    | Vimieiro                 | VC   |      |                              |              |
| 73281    | Igreja Matriz do Vimieiro ou Igreja de Nossa Senhora da Encarnação do Sobral                                    | Arquitetura religiosa | Igreja     | Vimieiro                 | IIP  | 2002 | 38.831607° N 7.837369° O     |              |
| 11997571 | Lagar de Varas                                                                                                  | n/a                   | n/a        | Vimieiro                 | IIM  |      | 38.83043925° N 7.84303137° O |              |

 Legenda: PM - Património Mundial · MN - Monumento Nacional · IIP - Imóvel de Interesse Público · MIP - Monumento de Interesse Público · CIP - Conjunto de Interesse Público · SIP - Sítio de Interesse Público · IIM - Imóvel de Interesse Municipal · MIM - Monumento de Interesse Municipal · CIM - Conjunto de Interesse Municipal · SIM - Sítio de Interesse Municipal · VC - Em vias de classificação · SPL - Sem proteção legal

## Borba
| ID      | Designações | Categoria             | Tipologia  | Freguesia      | Grau | Ano  | Coordenadas              | Imagem       |
| ------- | --- | --------------------- | ---------- | -------------- | ---- | ---- | ------------------------ | ------------ |
| 70230   | Chafariz de Borba ou Fonte das Bicas | Arquitetura civil     | Chafariz   | Matriz         | MN   | 1910 | 38.806266° N 7.453432° O | Mais imagens |
| 73131   | Igreja de Santa Bárbara | Arquitetura religiosa | Igreja     | Matriz         | VC   |      | 38.812463° N 7.47517° O  |              |
| 73716   | Castelo de Borba | Arquitetura militar   | Castelo    | Matriz         | IIP  | 1957 | 38.80524° N 7.456205° O  |              |
| 340775  | Casa dos Morgados Cardosos ou Casa nobre dos Morgados Cardosos ou Casa de Borba                                                                | Arquitetura civil     | Casa       | Matriz         | IIP  | 2003 | 40.20879444° N 8.4272° O |              |
| 340777  | Igreja Matriz de Nossa Senhora do Soveral ou Igreja Matriz de Borba ou Igreja de Nossa Senhora das Neves                                       | Arquitetura religiosa | Igreja     | Matriz         | VC   | 2003 | 38.805353° N 7.453429° O |              |
| 340781  | Palácio Silveira Meneses ou Palácio dos fidalgos Silveira Menezes ou Palácio Silveira Fernandes                                                | Arquitetura civil     | Palácio    | Matriz         | VC   |      |                          |              |
| 340784  | Edifício dos Paços do Concelho ou Paços do Concelho de Borba                                                                                   | Arquitetura civil     | Edifício   | Matriz         | VC   |      |                          |              |
| 6445847 | Quinta do General | Arquitetura civil     | Quinta     | Matriz         | VC   |      |                          |              |
| 7990119 | Quinta do Bosque e área delimitada dentro dos muros                                                                                            | Arquitetura civil     | Quinta     | Matriz         | IIP  | 2002 | 38.812463° N 7.47517° O  |              |
| 70527   | Padrão de Montes Claros ou Padrão Comemorativo da Batalha de Montes Claros                                                                     | Arquitetura civil     | Padrão     | Rio de Moinhos | MN   | 1910 | 38.77515° N 7.484388° O  |              |
| 73248   | Igreja Paroquial de São Tiago de Rio de Moinhos ou Igreja de Santiago de Rio de Moinhos                                                        | Arquitetura religiosa | Igreja     | Rio de Moinhos | IIP  | 1997 | 38.771055° N 7.503017° O |              |
| 340773  | Ermida de Nossa Senhora da Vitória ou Ermida de Santa Vitória de Montes Claros                                                                 | Arquitetura religiosa | Ermida     | Rio de Moinhos | VC   | 1981 | 38.786011° N 7.4853° O   |              |
| 73871   | Igreja das Servas, torre e claustro ou Convento das Servas ou Real Convento das Servas                                                         | Arquitetura religiosa | Igreja     | São Bartolomeu | IIP  | 1944 | 38.806579° N 7.461219° O |              |
| 74155   | Pelourinho de Borba | Arquitetura civil     | Pelourinho | São Bartolomeu | IIP  | 1933 | 38.805358° N 7.459225° O |              |
| 340779  | Imóvel no Largo dos Combatentes da Grande Guerra, 12                                                                                           | Arquitetura civil     | Edifício   | São Bartolomeu | IIP  | 2003 | 38.804558° N 7.458945° O |              |
| 340786  | Igreja de São Bartolomeu ou Igreja Paroquial de São Bartolomeu                                                                                 | Arquitetura religiosa | Igreja     | São Bartolomeu | IIP  | 2003 | 38.805556° N 7.459478° O |              |
| 340788  | Palácio dos Fidalgos Sousa Carvalho e Melo ou Solar dos Fidalgos Sousa Carvalho e Melo                                                         | Arquitetura civil     | Palácio    | São Bartolomeu | IIP  | 2003 | 38.806082° N 7.458244° O |              |
| 340790  | Igreja e Hospital da Santa Casa da Misericórdia ou Santa Casa da Misericórdia de Borba ou Igreja da Misericórdia ou Hospital do Espírito Santo | Arquitectura mista    | Conjunto   | São Bartolomeu | VC   |      |                          |              |

 Legenda: PM - Património Mundial · MN - Monumento Nacional · IIP - Imóvel de Interesse Público · MIP - Monumento de Interesse Público · CIP - Conjunto de Interesse Público · SIP - Sítio de Interesse Público · IIM - Imóvel de Interesse Municipal · MIM - Monumento de Interesse Municipal · CIM - Conjunto de Interesse Municipal · SIM - Sítio de Interesse Municipal · VC - Em vias de classificação · SPL - Sem proteção legal

## Estremoz
| ID      | Designações | Categoria             | Tipologia                              | Freguesia                 | Grau | Ano  | Coordenadas                  | Imagem       |
| ------- | --- | --------------------- | -------------------------------------- | ------------------------- | ---- | ---- | ---------------------------- | ------------ |
| 70670   | Castelo de Évora Monte | Arquitetura militar   | Castelo                                | Évora Monte               | MN   | 1910 | 38.77189° N 7.715841° O      | Mais imagens |
| 6296793 | Igreja Paroquial de São Pedro                                                                                              | Arquitetura religiosa | Igreja                                 | Évora Monte               | IIP  | 2003 |                              |              |
| 9230759 | Páteo dos Solares | n/a                   | n/a                                    | Évora Monte (Santa Maria) | IIM  |      | 38.84084311° N 7.59557321° O |              |
| 74198   | Pelourinho de Canal | Arquitetura civil     | Pelourinho                             | Glória                    | IIP  | 1933 | 38.824068° N 7.563962° O     |              |
| 70461   | Castelo de Estremoz, muralhas e Torre das Couraças e Capela da Rainha Santa no castelo                                     | Arquitetura militar   | Castelo                                | Santa Maria               | MN   | 1925 | 38.841305° N 7.591739° O     | Mais imagens |
| 70499   | Capela de Nossa Senhora dos Mártires                                                                                       | Arquitetura religiosa | Capela                                 | Santa Maria               | MN   | 1922 | 38.830401° N 7.581416° O     |              |
| 70538   | Casa do Alcaide-Mor ou Antiga Casa da Câmara                                                                               | Arquitetura civil     | Casa                                   | Santa Maria               | MN   | 1924 | 38.842123° N 7.593177° O     | Mais imagens |
| 72042   | Ermida de Nossa Senhora da Conceição ou Capela de Nossa Senhora da Conceição                                               | Arquitetura religiosa | Ermida                                 | Santa Maria               | VC   |      |                              |              |
| 74276   | Igreja de Santa Maria ou Igreja Matriz de Estremoz                                                                         | Arquitetura religiosa | Igreja                                 | Santa Maria               | IIP  | 1967 | 38.841634° N 7.591897° O     | Mais imagens |
| 70269   | Villa lusitano-romana de Santa Vitória do Ameixial ou Villa de Santa Vitória do Ameixial                                   | Arqueologia           | Villa                                  | Santa Vitória do Ameixial | MN   | 1974 | 38.898136° N 7.675938° O     |              |
| 70589   | Padrão do Ameixial | Arquitetura civil     | Padrão                                 | Santa Vitória do Ameixial | MN   | 1910 | 38.886771° N 7.65025° O      |              |
| 69807   | Claustro da Misericórdia de Estremoz ou Claustro do Convento das Maltesas                                                  | Arquitetura religiosa | Claustro                               | Santo André               | MN   | 1924 | 38.842889° N 7.584407° O     | Mais imagens |
| 69808   | Igreja de São Francisco, compreendendo o túmulo de Esteves Gatuz                                                           | Arquitetura religiosa | Igreja                                 | Santo André               | MN   | 1924 | 38.843908° N 7.586691° O     |              |
| 70536   | Capela de D. Fradique de Portugal                                                                                          | Arquitetura religiosa | Capela                                 | Santo André               | MN   | 1922 | 38.843908° N 7.586691° O     |              |
| 70537   | Portas e baluartes da segunda linha de fortificações (Estremoz) (século XVII)                                              | Arqueologia           | Conjunto Arquitectónico e Arqueológico | Santo André               | MN   | 1924 | 38.842788° N 7.586249° O     |              |
| 70539   | Pelourinho de Estremoz | Arquitetura civil     | Pelourinho                             | Santo André               | MN   | 1920 | 38.841606° N 7.588403° O     | Mais imagens |
| 71605   | Teatro Bernardino Ribeiro ou Teatro Bernardim Ribeiro                                                                      | Arquitetura civil     | Teatro                                 | Santo André               | IIM  | 1997 | 38.84370242° N 7.58667112° O |              |
| 74879   | Convento dos Congregados (Câmara Municipal de Estremoz, Biblioteca Municipal de Estremoz, Museu de Arte Sacra de Estremoz) | Arquitetura religiosa | Convento                               | Santo André               | IIP  | 1971 | 38.841382° N 7.586013° O     | Mais imagens |
| 74880   | Cruzeiro de São Francisco de Estremoz                                                                                      | Arquitetura religiosa | Cruzeiro                               | Santo André               | IIP  | 1958 | 38.843656° N 7.587026° O     |              |
| 74881   | Cruzeiro da Misericórdia de Estremoz                                                                                       | Arquitetura religiosa | Cruzeiro                               | Santo André               | IIP  | 1958 | 38.842889° N 7.584407° O     |              |
| 5531687 | Café Águias de Ouro | Arquitetura civil     |                                        | Santo André               | IIP  | 2003 | 38.842515° N 7.58708° O      | Mais imagens |
| 6383673 | Palácio dos Henriques ou Palácio Tocha                                                                                     | Arquitetura civil     | Palácio                                | Santo André               | IIP  | 2003 |                              |              |
| 72041   | Igreja Matriz de Veiros ou Igreja de São Salvador (Veiros)                                                                 | Arquitetura religiosa | Igreja                                 | Veiros                    | IIP  | 2002 | 38.953442° N 7.508283° O     |              |
| 73330   | Castelo de Veiros | Arquitetura militar   | Castelo                                | Veiros                    | IIP  | 1957 | 38.953203° N 7.508294° O     |              |
| 73331   | Pelourinho de Veiros | Arquitetura civil     | Pelourinho                             | Veiros                    | IIP  | 1933 | 38.953502° N 7.506407° O     |              |

 Legenda: PM - Património Mundial · MN - Monumento Nacional · IIP - Imóvel de Interesse Público · MIP - Monumento de Interesse Público · CIP - Conjunto de Interesse Público · SIP - Sítio de Interesse Público · IIM - Imóvel de Interesse Municipal · MIM - Monumento de Interesse Municipal · CIM - Conjunto de Interesse Municipal · SIM - Sítio de Interesse Municipal · VC - Em vias de classificação · SPL - Sem proteção legal

## Évora
| ID       | Designações | Categoria             | Tipologia           | Freguesia                                                     | Grau | Ano  | Coordenadas                  | Imagem       |
| -------- | --- | --------------------- | ------------------- | ------------------------------------------------------------- | ---- | ---- | ---------------------------- | ------------ |
| 69782    | Igreja da Cartuxa ou Igreja de Nossa Senhora Scala Coeli ou Igreja de Santa Maria Scala Coeli ou Igreja do Convento da Cartuxa de Scala Coeli | Arquitetura religiosa | Igreja              | Bacelo                                                        | MN   | 1910 | 38.581212° N 7.919768° O     |              |
| 74005    | Forte de Santo António ou Forte de Santo António da Piedade | Arquitetura militar   | Forte               | Bacelo                                                        | IIP  | 1957 | 38.578298° N 7.915516° O     |              |
| 69783    | Igreja do Convento de Nossa Senhora do Espinheiro | Arquitetura religiosa | Igreja              | Canaviais                                                     | MN   | 1910 | 38.601693° N 7.888237° O     |              |
| 69806    | Capela de Nossa Senhora do Espinheiro ou Capela tumular de Garcia de Resende | Arquitetura religiosa | Capela              | Canaviais                                                     | MN   | 1921 | 38.60130382° N 7.88807958° O |              |
| 11871259 | Centro Histórico de Évora | n/a                   | n/a                 | Diversas freguesias (Sé, São Pedro, Santo Antão e São Mamede) | MN   |      | 38.57155447° N 7.90868568° O | Mais imagens |
| 70294    | Ermida de São Brás | Arquitetura religiosa | Ermida              | Horta das Figueiras                                           | MN   | 1910 | 38.564945° N 7.907144° O     | Mais imagens |
| 338944   | Chafariz do Rossio de São Brás | Arquitetura civil     | Chafariz            | Horta das Figueiras                                           | IIP  |      |                              |              |
| 14019168 | Convento e Igreja dos Remédios | Arquitetura religiosa | Convento            | Horta das Figueiras                                           | MIP  | 1922 |                              |              |
| 69780    | Convento de São Bento de Cástris | Arquitetura religiosa | Convento            | Malagueira                                                    | MN   | 1922 | 38.58418° N 7.934482° O      |              |
| 338941   | Chafariz das Bravas | Arquitetura civil     | Chafariz            | Malagueira                                                    | VC   |      |                              |              |
| 73885    | Igreja de Nossa Senhora da Boa Fé | Arquitetura religiosa | Igreja              | Nossa Senhora da Boa Fé                                       | IIP  | 1986 | 38.553067° N 8.090899° O     | Mais imagens |
| 7233034  | Ponte da Boa Fé, sobre a Ribeira de São Brissos | Arquitetura civil     | Ponte               | Nossa Senhora da Boa Fé                                       | VC   |      |                              |              |
| 70115    | Anta 1 da Herdade do Silval ou Anta do Silval ou Anta de Silvadas | Arqueologia           | Anta                | Nossa Senhora da Graça do Divor                               | MN   | 1910 | 38.654356° N 7.982009° O     |              |
| 70116    | Anta de Paredes | Arqueologia           | Anta                | Nossa Senhora da Graça do Divor                               | MN   | 1910 | 38.654356° N 7.982009° O     |              |
| 70189    | Casa da Sempre Noiva ou Solar de Sempre Noiva | Arquitetura civil     | Casa                | Nossa Senhora da Graça do Divor                               | MN   | 1910 | 38.654356° N 7.982009° O     |              |
| 71379    | Ermida de Santa Catarina do Aivado | Arquitetura religiosa | Ermida              | Nossa Senhora da Graça do Divor                               | IIP  | 2013 |                              |              |
| 73497    | Menires da Herdade da Casbarra | Arqueologia           | Menir               | Nossa Senhora da Graça do Divor                               | IIP  | 1997 | 38.653072° N 7.982565° O     |              |
| 74197    | Cromeleque da Portela de Mogos ou Cromeleque da Portela de Modos | Arqueologia           | Cromeleque          | Nossa Senhora da Graça do Divor                               | IIP  | 1997 | 38.626341° N 8.022911° O     | Mais imagens |
| 6396013  | Anta das Silvadas ou Anta dos Silvados ou Anta do Silval | Arqueologia           | Anta                | Nossa Senhora da Graça do Divor                               | MN   | 1910 | 38.654356° N 7.982009° O     |              |
| 70498    | Anta Grande do Zambujeiro ou Anta Grande do Zambujeiro de Valverde | Arqueologia           | Anta                | Nossa Senhora da Tourega                                      | MN   | 1974 | 38.539253° N 8.014397° O     | Mais imagens |
| 70649    | Anta do Barrocal ou Anta 1 da Herdade do Barrocal | Arqueologia           | Anta                | Nossa Senhora da Tourega                                      | MN   | 1910 | 38.506659° N 7.99858° O      | Mais imagens |
| 74113    | Conjunto Megalítico de Vale de Rodrigo | Arqueologia           | Conjunto            | Nossa Senhora da Tourega                                      | MN   | 1992 | 38.501486° N 8.02631° O      |              |
| 74645    | Fonte Santa | Arquitetura civil     | Fonte               | Nossa Senhora da Tourega                                      | VC   |      |                              |              |
| 74646    | Menir e pedras no Vale dos Cardos a 1 Kn a S-SE do Cromeleque da Herdade dos Almendres | Arqueologia           | Conjunto            | Nossa Senhora da Tourega                                      | IIP  | 1974 | 38.553929° N 8.061324° O     | Mais imagens |
| 74648    | Villa romana da Tourega | Arqueologia           | Villa               | Nossa Senhora da Tourega                                      | VC   |      |                              |              |
| 74649    | Capela e claustro do Convento do Bom Jesus de Valverde ou Convento do Bom Jesus da Ordem dos Capuchos ou Capela da Mitra e Claustro da Mitra ou Colégio da Mitra ou Colégio do Bom Jesus de Valverde ou Polo da Mitra da Universidade de Évora       | Arquitetura religiosa | Capela              | Nossa Senhora da Tourega                                      | IIP  | 1962 | 38.5304° N 8.018139° O       |              |
| 11152902 | Quinta do Paço de Valverde, incluindo o Convento do Bom Jesus de Valverde, Capela e Claustro da Mitra, várias pequenas capelas, mata, Jardim de Jericó e lago, aqueduto, sistema hídrico, casa da água, jardim de buxo, horta, e muros estruturantes | n/a                   | n/a                 | Nossa Senhora da Tourega                                      | IIP  |      | 38.5304° N 8.018139° O       | Mais imagens |
| 69690    | Cromeleque, Menir e Pedras dos Almendres na Herdade dos Almendres | Arqueologia           | Conjunto            | Nossa Senhora de Guadalupe                                    | IIP  | 1974 | 38.557517° N 8.061292° O     | Mais imagens |
| 8953417  | Ponte da Varge sobre a Ribeira de São Matias | Arquitetura civil     | Ponte               | Nossa Senhora de Guadalupe                                    | VC   |      |                              |              |
| 70384    | Anta da Herdade de Montinho | Arqueologia           | Anta                | Nossa Senhora de Machede                                      | MN   | 1910 | 38.55898962° N 7.69518115° O |              |
| 70385    | Castelo de Valongo | Arquitetura militar   | Castelo             | Nossa Senhora de Machede                                      | MN   | 1910 | 38.516922° N 7.651269° O     | Mais imagens |
| 70386    | Anta da Herdade da Galvoeira | Arqueologia           | Anta                | Nossa Senhora de Machede                                      | MN   | 1910 | 38.704983° N 7.780292° O     |              |
| 69714    | Chafariz da Praça do Giraldo | Arquitetura civil     | Chafariz            | Santo Antão                                                   | MN   | 1910 | 38.571067° N 7.909638° O     | Mais imagens |
| 69789    | Convento de Santa Helena do Monte Calvário ou Convento do Monte Calvário | Arquitetura religiosa | Convento            | Santo Antão                                                   | MN   | 1922 | 38.575147° N 7.914302° O     |              |
| 69830    | Muralha medieval de Évora | Arquitetura militar   | Muralha             | Santo Antão                                                   | MN   | 1922 | 38.575135° N 7.914049° O     | Mais imagens |
| 69831    | Torre sineira do Convento do Salvador | Arquitetura religiosa | Torre               | Santo Antão                                                   | IIP  | 1922 | 38.57278202° N 7.90995561° O |              |
| 73715    | Igreja do Convento de Nossa Senhora das Mercês ou Museu de Artes Decorativas | Arquitetura religiosa | Igreja              | Santo Antão                                                   | IIP  | 1986 | 38.568801° N 7.911854° O     |              |
| 73888    | Prédio da Rua da Moeda, 31/33 Janela manuelinas | Arquitetura civil     | Janela              | Santo Antão                                                   | IIP  | 1922 | 38.570576° N 7.911497° O     |              |
| 74948    | Igreja de Santo Antão | Arquitetura religiosa | Igreja              | Santo Antão                                                   | IIP  | 1970 | 38.571311° N 7.910001° O     | Mais imagens |
| 333712   | Teatro Garcia de Resende | Arquitetura civil     | Teatro              | Santo Antão                                                   | IIP  | 2002 | 38.572779° N 7.913203° O     |              |
| 338642   | Convento de Santa Clara | Arquitetura religiosa | Convento            | Santo Antão                                                   | MN   | 1922 | 38.570886° N 7.912292° O     |              |
| 4975345  | Palácio dos Morgados da Mesquita | Arquitetura civil     | Palácio             | Santo Antão                                                   | MN   | 2008 |                              |              |
| 70470    | Anta do Paço da Vinha ou Anta do Paço das Vinhas ou Anta 1 da Herdade do Paço das Vinhas | Arqueologia           | Anta                | São Bento do Mato                                             | MN   | 1910 | 38.704983° N 7.780292° O     | Mais imagens |
| 70738    | Anta da Herdade do Zambujal | Arqueologia           | Anta                | São Bento do Mato                                             | MN   | 1910 | 38.477175° N 7.941703° O     |              |
| 72965    | Pelourinho de Azaruja | Arquitetura civil     | Pelourinho          | São Bento do Mato                                             | IIP  | 1933 | 38.703276° N 7.780198° O     |              |
| 72966    | Igreja de São Bento do Mato e Dólmen anexo | Arquitetura religiosa | Igreja              | São Bento do Mato                                             | IIP  | 1957 | 38.721507° N 7.777047° O     | Mais imagens |
| 17194644 | Ermida de Nossa Senhora do Monte do Carmo | Arquitetura religiosa | Ermida              | São Bento do Mato                                             | VC   |      |                              |              |
| 69778    | Porta de Aviz ou Porta de Avis | Arquitetura militar   | Porta               | São Mamede                                                    | MN   | 1922 | 38.576729° N 7.910264° O     | Mais imagens |
| 70229    | Aqueduto da Água de Prata ou Aqueduto da Prata | Arquitetura civil     | Aqueduto            | São Mamede                                                    | MN   | 1910 | 38.576698° N 7.913704° O     | Mais imagens |
| 73887    | Janelas manuelinas da fachada do antigo Palácio dos Sepúlvedas na Rua Candido dos Reis 72 | Arquitetura civil     | Fachada             | São Mamede                                                    | IIP  | 1922 | 38.575361° N 7.913755° O     |              |
| 338933   | Fonte do Largo de Avis ou Fonte da Porta de Avis | Arquitetura civil     | Fonte               | São Mamede                                                    | VC   |      |                              |              |
| 11035199 | Igreja de São Mamede | Arquitetura religiosa | Igreja              | São Mamede                                                    | MN   | 1910 |                              |              |
| 69715    | Igreja de São Manços ou Capela de São Mansos | Arquitetura religiosa | Igreja              | São Manços                                                    | MN   | 1992 | 38.458487° N 7.752675° O     | Mais imagens |
| 74423    | Cruzeiro de São Manços | Arquitetura religiosa | Cruzeiro            | São Manços                                                    | IIP  | 1958 | 38.458601° N 7.753017° O     |              |
| 74424    | Sítio arqueológico de Castelos de Monte Novo ou Cidade de Cuncos | Arqueologia           | Povoado fortificado | São Manços                                                    | IIP  | 1997 | 38.516967° N 7.705537° O     |              |
| 70296    | Anta de Pinheiro do Campo | Arqueologia           | Anta                | São Sebastião da Giesteira                                    | MN   | 1910 | 38.587936° N 8.100637° O     |              |
| 73603    | Monte da Abegoaria, incluindo a capela de Nossa Senhora da Piedade, sacristia e zona de habitação | Arquitetura civil     | Monte               | São Vicente do Pigeiro                                        | IIP  | 1993 | 38.453667° N 7.643559° O     |              |
| 69776    | Muralhas de Évora (da cerca romana e árabe) | Arquitetura militar   | Muralha             | Sé e São Pedro                                                | MN   | 1922 | 38.57191058° N 7.9064814° O  | Mais imagens |
| 69777    | Muralha medieval de Évora | Arquitetura militar   | Muralha             | Sé e São Pedro                                                | MN   | 1926 | 38.57191058° N 7.9064814° O  | Mais imagens |
| 69779    | Sé Catedral de Évora ou Sé de Évora | Arquitetura religiosa | Catedral            | Sé e São Pedro                                                | MN   | 1910 | 38.571784° N 7.906732° O     | Mais imagens |
| 69781    | Convento dos Lóios ou Convento de São João Evangelista | Arquitetura religiosa | Convento            | Sé e São Pedro                                                | MN   | 1922 | 38.572891° N 7.906946° O     | Mais imagens |
| 69784    | Igreja dos Lóios e campas de bronze | Arquitetura religiosa | Igreja              | Sé e São Pedro                                                | MN   | 1910 | 38.572891° N 7.906946° O     | Mais imagens |
| 69785    | Arco Romano de D. Isabel | Arqueologia           | Arco                | Sé e São Pedro                                                | MN   | 1920 | 38.572947° N 7.909151° O     |              |
| 69786    | Casa de Garcia de Resende com janela manuelina | Arquitetura civil     | Casa                | Sé e São Pedro                                                | MN   | 1910 | 38.571152° N 7.906064° O     | Mais imagens |
| 69787    | Chafariz das Portas de Moura ou Fonte da Porta de Moura | Arquitetura civil     | Chafariz            | Sé e São Pedro                                                | MN   | 1922 | 38.570429° N 7.905282° O     | Mais imagens |
| 69788    | Colégio do Espírito Santo ou Colégio da Companhia de Jesus ou Universidade de Évora | Arquitetura civil     | Colégio             | Sé e São Pedro                                                | MN   | 1922 | 38.573091° N 7.904441° O     | Mais imagens |
| 69790    | Paço de São Miguel ou Palácio do Pátio de São Miguel ou Palácio dos Condes de Basto | Arquitetura civil     | Palácio             | Sé e São Pedro                                                | MN   | 1922 | 38.572672° N 7.905503° O     |              |
| 70226    | Palácio de D. Manuel ou Palácio Real de São Francisco ou Paço Real de Évora | Arquitetura civil     | Palácio             | Sé e São Pedro                                                | MN   | 1910 | 38.567792° N 7.909195° O     | Mais imagens |
| 70228    | Igreja de São Francisco (inclui a Capela dos Ossos) | Arquitetura religiosa | Igreja              | Sé e São Pedro                                                | MN   | 1910 | 38.568967° N 7.908603° O     | Mais imagens |
| 70292    | Parte dos prédios militares 14 e 15, que constam das antigas muralhas de Évora na Porta da Lagoa e na Porta do Raimundo | Arquitetura civil     | Edifício            | Sé e São Pedro                                                | MN   | 1921 | 38.57191058° N 7.9064814° O  | Mais imagens |
| 70293    | Torre de Sisebuto ou torre quadrangular | Arquitetura militar   | Torre               | Sé e São Pedro                                                | MN   | 1920 | 38.5717° N 7.90944° O        |              |
| 70297    | Torre pentagonal | Arquitetura militar   | Torre               | Sé e São Pedro                                                | MN   | 1920 | 38.570999° N 7.908884° O     | Mais imagens |
| 70489    | Templo romano de Évora ou Templo de Diana | Arqueologia           | Templo              | Sé e São Pedro                                                | MN   | 1910 | 38.572647° N 7.90729° O      | Mais imagens |
| 71380    | Frontaria da igreja do Convento da Graça | Arquitetura religiosa | Igreja              | Sé e São Pedro                                                | MN   | 1910 | 38.569564° N 7.907225° O     | Mais imagens |
| 73883    | Ermida de São Miguel ou Ermida de São Miguel do Castelo | Arquitetura religiosa | Ermida              | Sé e São Pedro                                                | IIP  | 1939 | 38.572307° N 7.906475° O     |              |
| 73886    | Igreja de São Vicente ou Igreja dos Mártires de Évora | Arquitetura religiosa | Igreja              | Sé e São Pedro                                                | IIP  | 1978 | 38.570129° N 7.907802° O     | Mais imagens |
| 73889    | Igreja da Misericórdia de Évora | Arquitetura religiosa | Igreja              | Sé e São Pedro                                                | IIP  | 1983 | 38.570629° N 7.906427° O     | Mais imagens |
| 74003    | Casa Cordovil Mirante e Galeria | Arquitetura civil     | Varanda             | Sé e São Pedro                                                | IIP  | 1922 | 38.570271° N 7.904964° O     | Mais imagens |
| 74004    | Paço de Vasco da Gama ou Casas Pintadas de Évora ou Edifício do Antigo Tribunal da Inquisição (onde se encontram pinturas murais) | Arquitetura civil     | Casa                | Sé e São Pedro                                                | IIP  | 1950 | 38.572247° N 7.908015° O     |              |
| 74006    | Caixa de Água da Rua Nova | Arquitetura civil     | Caixa de Água       | Sé e São Pedro                                                | IIP  | 1922 | 38.57170016° N 7.90949994° O |              |
| 339092   | Janela manuelinas da Casa na Rua de Valdevinos, n.ºs 42 - 44, antigo palacete pertencente a Rui de Sousa | Arquitetura civil     | Casa                | Sé e São Pedro                                                | VC   |      |                              |              |
| 341399   | Portal do Colégio do Espírito Santo | Arquitetura religiosa | Portal              | Sé e São Pedro                                                | IIP  | 1922 | 38.573351° N 7.90578° O      |              |
| 4976950  | Quartel dos Dragões ou Quartel dos Castelos | Arquitetura militar   | Quartel             | Sé e São Pedro                                                | VC   |      |                              |              |
| 4981779  | Igreja do Senhor Jesus da Pobreza | Arquitetura religiosa | Igreja              | Sé e São Pedro                                                | MN   | 2008 | 38.56822902° N 7.90330304° O | Mais imagens |
| 339184   | Chafariz d'El Rei | Arquitetura civil     | Chafariz            | Senhora da Saúde                                              | VC   |      |                              |              |
| 70448    | Anta da Herdade da Murteira | Arqueologia           | Anta                | Torre de Coelheiros                                           | MN   | 1910 | 38.396127° N 7.88232° O      |              |
| 70737    | Anta da Herdade da Tisnada | Arqueologia           | Anta                | Torre de Coelheiros                                           | MN   | 1910 | 38.499002° N 7.890537° O     |              |
| 74096    | Castelo de Torre de Coelheiros | Arquitetura militar   | Castelo             | Torre de Coelheiros                                           | IIP  | 1957 | 38.412277° N 7.836171° O     | Mais imagens |

 Legenda: PM - Património Mundial · MN - Monumento Nacional · IIP - Imóvel de Interesse Público · MIP - Monumento de Interesse Público · CIP - Conjunto de Interesse Público · SIP - Sítio de Interesse Público · IIM - Imóvel de Interesse Municipal · MIM - Monumento de Interesse Municipal · CIM - Conjunto de Interesse Municipal · SIM - Sítio de Interesse Municipal · VC - Em vias de classificação · SPL - Sem proteção legal

## Montemor-o-Novo
| ID      | Designações                                                                     | Categoria             | Tipologia  | Freguesia              | Grau | Ano  | Coordenadas                  | Imagem       |
| ------- | ------------------------------------------------------------------------------- | --------------------- | ---------- | ---------------------- | ---- | ---- | ---------------------------- | ------------ |
| 74800   | Igreja Matriz de Nossa Senhora da Assunção ou Igreja Matriz de Lavre            | Arquitetura religiosa | Igreja     | Lavre                  | IIP  | 1986 | 38.775226° N 8.368269° O     |              |
| 70131   | Anta da Herdade de Tourais ou Anta dos Tourais                                  | Arqueologia           | Anta       | Nossa Senhora da Vila  | MN   | 1910 | 38.647391° N 8.27564° O      |              |
| 70440   | Castelo de Montemor-o-Novo, incluindo muralhas e os imóveis no seu interior     | Arquitetura militar   | Castelo    | Nossa Senhora da Vila  | MN   | 1951 | 38.642576° N 8.217042° O     | Mais imagens |
| 70577   | Anta da Herdade da Serranheira                                                  | Arqueologia           | Anta       | Nossa Senhora da Vila  | MN   | 1910 | 38.641252° N 8.000733° O     | Mais imagens |
| 72005   | Paço da Quinta de D. Francisco                                                  | Arquitetura civil     | Palácio    | Nossa Senhora da Vila  | VC   |      |                              |              |
| 72006   | Igreja de Nossa Senhora da Purificação da Represa                               | Arquitetura religiosa | Igreja     | Nossa Senhora da Vila  | VC   |      |                              |              |
| 72011   | Ermida de São Pedro da Ribeira ou Capela de São Pedro da Ribeira                | Arquitetura religiosa | Capela     | Nossa Senhora da Vila  | IIP  | 2003 |                              |              |
| 72013   | Convento de São Francisco (incluindo a Igreja de São Francisco)                 | Arquitetura religiosa | Igreja     | Nossa Senhora da Vila  | IIP  |      | 38.649483° N 8.210561° O     |              |
| 74229   | Sacristia da Igreja Paroquial do Senhor Jesus do Calvário ou Igreja do Calvário | Arquitetura religiosa | Sacristia  | Nossa Senhora da Vila  | IIP  | 1997 | 38.646531° N 8.21294° O      |              |
| 6106553 | Anta da Moita do Gato                                                           | Arqueologia           | Anta       | Nossa Senhora da Vila  | IIP  | 2003 |                              |              |
| 6224828 | Convento de Nossa Senhora da Saudação                                           | Arquitetura religiosa | Convento   | Nossa Senhora da Vila  | MN   |      | 38.642606° N 8.215708° O     | Mais imagens |
| 6402478 | Quinta da Amoreira da Torre e respectiva Cerca                                  | Arquitetura civil     | Quinta     | Nossa Senhora da Vila  | IIP  |      |                              |              |
| 7237763 | Anta 1 do Monte das Fazendas                                                    | Arqueologia           | Anta       | Nossa Senhora da Vila  | VC   |      |                              |              |
| 69689   | Menires da Pedra Longa                                                          | Arqueologia           | Menir      | Nossa Senhora do Bispo | IIP  | 1986 | 38.69883027° N 8.09055774° O |              |
| 69719   | Anta Grande da Comenda da Igreja ou Anta Grande da Herdade da Comenda           | Arqueologia           | Anta       | Nossa Senhora do Bispo | MN   | 1936 | 38.75804° N 8.203231° O      |              |
| 70156   | Anta da Herdade das Comendas ou Anta da Comenda Grande                          | Arqueologia           | Anta       | Nossa Senhora do Bispo | MN   | 1910 | 38.60534036° N 8.22493011° O |              |
| 70279   | Antas Grandes do Paço                                                           | Arqueologia           | Anta       | Nossa Senhora do Bispo | MN   | 1936 | 38.793221° N 8.228175° O     |              |
| 70280   | Anta da Velada (Comenda do Coelho)                                              | Arqueologia           | Anta       | Nossa Senhora do Bispo | MN   | 1936 | 38.737171° N 8.203793° O     |              |
| 70576   | Lápide na parede fronteira à Casa da Câmara                                     | Arquitetura civil     | Casa       | Nossa Senhora do Bispo | MN   | 1910 | 38.646644° N 8.218769° O     |              |
| 70578   | Lápide do chafariz de Montemor-o-Novo                                           | Arquitetura civil     | Chafariz   | Nossa Senhora do Bispo | MN   | 1910 | 38.6510385° N 8.21384628° O  |              |
| 72007   | Igreja Paroquial de Santo Aleixo                                                | Arquitetura religiosa | Igreja     | Nossa Senhora do Bispo | VC   |      |                              |              |
| 72008   | Ermida de Santo André do Outeiro ou Capela de Santo André                       | Arquitetura religiosa | Ermida     | Nossa Senhora do Bispo | VC   |      |                              |              |
| 72320   | Convento de São Domingos ou Convento de Santo António da Ordem de São Domingos  | Arquitetura religiosa | Convento   | Nossa Senhora do Bispo | IIP  | 1961 | 38.643225° N 8.21258° O      |              |
| 72321   | Igreja e Cripta de São João de Deus                                             | Arquitetura religiosa | Igreja     | Nossa Senhora do Bispo | IIP  | 1950 | 38.645831° N 8.215855° O     |              |
| 6102670 | Anta do Estanque                                                                | Arqueologia           | Anta       | Nossa Senhora do Bispo | IIP  | 2003 |                              |              |
| 6166557 | Anta 2 da Comenda da Igreja ou Anta Pequena da Comenda da Igreja                | Arqueologia           | Anta       | Nossa Senhora do Bispo | IIP  | 2003 |                              |              |
| 6382086 | Anta da Chaminé                                                                 | Arqueologia           | Anta       | Nossa Senhora do Bispo | IIP  | 2003 |                              |              |
| 69721   | Gruta do Escoural ou Estação arqueológica da Herdade da Sala                    | Arqueologia           | Gruta      | Santiago do Escoural   | MN   | 1963 | 38.539927° N 8.167701° O     |              |
| 70565   | Anta de São Brissos                                                             | Arqueologia           | Capela     | Santiago do Escoural   | MN   | 1910 | 38.529823° N 8.102165° O     | Mais imagens |
| 72009   | Quinta do Carvalhal                                                             | Arquitetura civil     | Quinta     | Santiago do Escoural   | VC   |      |                              |              |
| 72010   | Lagar de Cima                                                                   | Arquitetura civil     | Lagar      | Santiago do Escoural   | VC   |      | 38.539927° N 8.167701° O     |              |
| 72012   | Igreja Paroquial de São Brissos                                                 | Arquitetura religiosa | Igreja     | Santiago do Escoural   | VC   |      |                              |              |
| 73365   | Anta - Ermida de Nossa Senhora do Livramento                                    | Arquitetura religiosa | Ermida     | Santiago do Escoural   | IIP  | 1957 | 38.52475257° N 8.13079348° O | Mais imagens |
| 5005970 | Tolo do Escoural ou Tolo de Santiago do Escoural                                | Arqueologia           | Tolo       | Santiago do Escoural   | IIP  | 2003 |                              |              |
| 70174   | Menir na Courela da Casa Nova                                                   | Arqueologia           | Menir      | Silveiras              | MN   | 1974 | 38.649071° N 8.292141° O     |              |
| 6102318 | Cromeleque dos Cuncos ou Cromeleque da Herdade dos Cuncos                       | Arqueologia           | Cromeleque | Silveiras              | IIP  | 2003 |                              |              |

 Legenda: PM - Património Mundial · MN - Monumento Nacional · IIP - Imóvel de Interesse Público · MIP - Monumento de Interesse Público · CIP - Conjunto de Interesse Público · SIP - Sítio de Interesse Público · IIM - Imóvel de Interesse Municipal · MIM - Monumento de Interesse Municipal · CIM - Conjunto de Interesse Municipal · SIM - Sítio de Interesse Municipal · VC - Em vias de classificação · SPL - Sem proteção legal

## Mora
| ID      | Designações                                                                    | Categoria             | Tipologia       | Freguesia | Grau | Ano  | Coordenadas              | Imagem       |
| ------- | ------------------------------------------------------------------------------ | --------------------- | --------------- | --------- | ---- | ---- | ------------------------ | ------------ |
| 70383   | Torre das Águias                                                               | Arquitetura civil     | Torre           | Brotas    | MN   | 1910 | 38.874968° N 8.126502° O | Mais imagens |
| 73965   | Edificações junto à Igreja Matriz de Brotas ou Santuário da Senhora das Brotas | Arquitetura civil     | Conjunto urbano | Brotas    | IIP  | 1983 | 38.870575° N 8.153589° O | Mais imagens |
| 73966   | Santuário de Nossa Senhora das Brotas ou Igreja Matriz de Brotas               | Arquitetura religiosa | Igreja          | Brotas    | IIP  | 1956 | 38.870255° N 8.153533° O | Mais imagens |
| 7402679 | Pelourinho de Cabeção                                                          | Arquitetura civil     | Pelourinho      | Cabeção   | IIP  | 1933 | 38.951619° N 8.071799° O | Mais imagens |
| 70422   | Anta de Pavia, transformada em capela de São Dinis                             | Arqueologia           | Anta            | Pavia     | MN   | 1910 | 38.894145° N 8.01726° O  | Mais imagens |
| 70423   | Igreja Matriz de Pavia ou Igreja Matriz de São Paulo                           | Arquitetura religiosa | Igreja          | Pavia     | MN   | 1939 | 38.896924° N 8.015981° O |              |
| 73027   | Cromeleque do Monte das Fontaínhas Velhas ou Cromeleque 1 das Fontainhas       | Arqueologia           | Cromeleque      | Pavia     | IIP  | 1990 | 38.943657° N 8.159793° O |              |

 Legenda: PM - Património Mundial · MN - Monumento Nacional · IIP - Imóvel de Interesse Público · MIP - Monumento de Interesse Público · CIP - Conjunto de Interesse Público · SIP - Sítio de Interesse Público · IIM - Imóvel de Interesse Municipal · MIM - Monumento de Interesse Municipal · CIM - Conjunto de Interesse Municipal · SIM - Sítio de Interesse Municipal · VC - Em vias de classificação · SPL - Sem proteção legal

## Mourão
| ID    | Designações                                                                          | Categoria             | Tipologia | Freguesia | Grau | Ano  | Coordenadas              | Imagem       |
| ----- | ------------------------------------------------------------------------------------ | --------------------- | --------- | --------- | ---- | ---- | ------------------------ | ------------ |
| 71378 | Igreja Paroquial de São Brás ou Igreja Paroquial de São Brás da Granja (do Hospital) | Arquitetura religiosa | Igreja    | Granja    | VC   |      |                          |              |
| 70526 | Castelo da Lousa ou Castelo romano da Lousa                                          | Arqueologia           | Castelo   | Luz       | MN   | 1970 | 38.344162° N 7.381422° O |              |
| 74480 | Castelo de Mourão                                                                    | Arquitetura militar   | Castelo   | Mourão    | IIP  | 1957 | 38.385149° N 7.346713° O | Mais imagens |

 Legenda: PM - Património Mundial · MN - Monumento Nacional · IIP - Imóvel de Interesse Público · MIP - Monumento de Interesse Público · CIP - Conjunto de Interesse Público · SIP - Sítio de Interesse Público · IIM - Imóvel de Interesse Municipal · MIM - Monumento de Interesse Municipal · CIM - Conjunto de Interesse Municipal · SIM - Sítio de Interesse Municipal · VC - Em vias de classificação · SPL - Sem proteção legal

## Portel
| ID    | Designações | Categoria             | Tipologia | Freguesia      | Grau | Ano  | Coordenadas              | Imagem       |
| ----- | --- | --------------------- | --------- | -------------- | ---- | ---- | ------------------------ | ------------ |
| 70736 | Antas da Herdade do Freixo                                                                                            | Arqueologia           | Anta      | Monte do Trigo | MN   | 1910 | 38.397253° N 7.717402° O |              |
| 71148 | Castelo de Portel | Arquitetura militar   | Castelo   | Portel         | MN   | 1910 | 38.309097° N 7.703003° O | Mais imagens |
| 72306 | Torre de Val-Boim ou Torre de Vale Aboim ou Pomar de Vale de Boim                                                     | Arquitetura militar   | Torre     | Portel         | IIP  | 1957 | 38.268612° N 7.701311° O |              |
| 73132 | Convento de São Francisco dos Capuchos da Piedade ou Convento dos Capuchos de São Francisco                           | Arquitetura religiosa | Convento  | Portel         | VC   |      | 38.304738° N 7.710043° O |              |
| 73133 | Casa Nobre da Família Gil Borja de Meneses ou Monte da Chaminé                                                        | Arquitetura civil     | Casa      | Portel         | VC   |      | 38.304738° N 7.710043° O |              |
| 73134 | Igreja da Senhora da Assunção, Igreja Matriz de Nossa Senhora da Assunção ou Capela da Senhora da Assunção e conteúdo | Arquitetura religiosa | Igreja    | Portel         | VC   |      |                          |              |
| 72307 | Igreja de Vera Cruz de Marmelar                                                                                       | Arquitetura religiosa | Igreja    | Vera Cruz      | IIP  | 1939 | 38.229237° N 7.680762° O |              |

 Legenda: PM - Património Mundial · MN - Monumento Nacional · IIP - Imóvel de Interesse Público · MIP - Monumento de Interesse Público · CIP - Conjunto de Interesse Público · SIP - Sítio de Interesse Público · IIM - Imóvel de Interesse Municipal · MIM - Monumento de Interesse Municipal · CIM - Conjunto de Interesse Municipal · SIM - Sítio de Interesse Municipal · VC - Em vias de classificação · SPL - Sem proteção legal

## Redondo
| ID      | Designações                                                                                      | Categoria             | Tipologia  | Freguesia | Grau | Ano  | Coordenadas                  | Imagem       |
| ------- | ------------------------------------------------------------------------------------------------ | --------------------- | ---------- | --------- | ---- | ---- | ---------------------------- | ------------ |
| 70344   | Igreja do Orfanato de Nossa Senhora da Saúde ou Igreja do Colégio de Nossa Senhora da Saúde      | Arquitetura religiosa | Igreja     | Redondo   | VC   |      |                              |              |
| 70380   | Anta da Vidigueira                                                                               | Arqueologia           | Anta       | Redondo   | MN   | 1910 | 38.678674° N 7.659491° O     |              |
| 70381   | Prédio militar n.º 1, constituído por restos de muralha e torre de menagem do Castelo de Redondo | Arquitetura civil     | Edifício   | Redondo   | MN   | 1946 | 38.649259° N 7.542971° O     | Mais imagens |
| 70382   | Anta da Herdade das Dessouras ou Anta da Herdade das Tessouras                                   | Arqueologia           | Anta       | Redondo   | MN   | 1910 | 38.682313° N 7.650464° O     |              |
| 70464   | Anta da Herdade da Candieira                                                                     | Arqueologia           | Anta       | Redondo   | MN   | 1910 | 38.706709° N 7.563247° O     |              |
| 73963   | Pelourinho de Redondo                                                                            | Arquitetura civil     | Pelourinho | Redondo   | IIP  | 1933 | 38.648759° N 7.543612° O     |              |
| 73964   | Igreja da Misericórdia do Redondo ou Igreja do Hospital da Santa Casa da Misericórdia            | Arquitetura religiosa | Igreja     | Redondo   | IIP  | 1993 | 38.649272° N 7.542844° O     |              |
| 74541   | Convento de São Paulo ou Convento de São Paulo da Serra De Ossa ou Convento da Serra D'Ossa      | Arquitetura religiosa | Convento   | Redondo   | IIP  | 1982 | 38.726079° N 7.578705° O     |              |
| 9142046 | Monte da Palheta e Ermida de S. Barnabé                                                          | n/a                   | n/a        | Redondo   | IIM  |      | 38.65092549° N 7.54987088° O |              |

 Legenda: PM - Património Mundial · MN - Monumento Nacional · IIP - Imóvel de Interesse Público · MIP - Monumento de Interesse Público · CIP - Conjunto de Interesse Público · SIP - Sítio de Interesse Público · IIM - Imóvel de Interesse Municipal · MIM - Monumento de Interesse Municipal · CIM - Conjunto de Interesse Municipal · SIM - Sítio de Interesse Municipal · VC - Em vias de classificação · SPL - Sem proteção legal

## Reguengos de Monsaraz
| ID       | Designações                                                                                  | Categoria             | Tipologia           | Freguesia             | Grau | Ano  | Coordenadas                  | Imagem       |
| -------- | -------------------------------------------------------------------------------------------- | --------------------- | ------------------- | --------------------- | ---- | ---- | ---------------------------- | ------------ |
| 72037    | Ermida de São Pedro ou Antiga Igreja Matriz de São Pedro ou Ermida da Senhora do Rosário     | Arquitetura religiosa | Igreja              | Corval                | MIP  | 2010 | 38.62195° N 7.40726667° O    | Mais imagens |
| 74153    | Castelo de Azinhalinho                                                                       | Arquitetura militar   | Castelo             | Corval                | IIP  | 1957 | 38.42954051° N 7.45167469° O |              |
| 74644    | Menir de Santa Margarida                                                                     | Arqueologia           | Menir               | Corval                | IIP  | 1992 | 38.441784° N 7.506599° O     |              |
| 69688    | Conjunto megalítico da Herdade do Xerez ou Cromeleque do Xarez                               | Arqueologia           | Conjunto            | Monsaraz              | IIP  | 1986 | 38.453451° N 7.370998° O     | Mais imagens |
| 69718    | Menir do Outeiro ou Menir no sítio do Penedo Comprido                                        | Arqueologia           | Menir               | Monsaraz              | MN   | 1971 | 38.470387° N 7.39362° O      | Mais imagens |
| 69720    | Menir da Abelhoa ou Menir da Bulhoa                                                          | Arqueologia           | Menir               | Monsaraz              | MN   | 1971 | 38.462277° N 7.382917° O     | Mais imagens |
| 70567    | Conjunto megalítico do Olival da Pêga                                                        | Arqueologia           | Conjunto            | Monsaraz              | VC   |      |                              | Mais imagens |
| 70568    | Fortificações da Vila de Monsaraz e todo o conjunto intramuros                               | Arquitetura civil     | Conjunto            | Monsaraz              | MN   |      | 38.442437° N 7.381563° O     |              |
| 70569    | Ermida de Santa Catarina de Monsaraz                                                         | Arquitetura religiosa | Ermida              | Monsaraz              | MN   | 1971 | 38.446307° N 7.379844° O     | Mais imagens |
| 73129    | Capela de São Bento ou Ermida de São Bento                                                   | Arquitetura religiosa | Capela              | Monsaraz              | IIP  | 1976 | 38.446803° N 7.378789° O     | Mais imagens |
| 73379    | Pelourinho de Monsaraz                                                                       | Arquitetura civil     | Pelourinho          | Monsaraz              | IIP  | 1933 | 38.443075° N 7.38076° O      | Mais imagens |
| 74151    | Atalaia de São Gens ou Torre de São Gens do Xarez                                            | Arquitetura militar   | Atalaia             | Monsaraz              | IIP  | 1957 | 38.451934° N 7.380178° O     |              |
| 11358019 | Hotel Rural "Horta da Moura"                                                                 | n/a                   | n/a                 | Monsaraz              | IIM  |      | 38.44769175° N 7.38076968° O | Mais imagens |
| 11358100 | Monte da Herdade do Barrocal                                                                 | n/a                   | n/a                 | Monsaraz              | IIM  |      | 38.44769175° N 7.38076968° O |              |
| 69726    | Bloco de granito insculturado na Herdade da Capela                                           | Arqueologia           | Gravura             | Reguengos de Monsaraz | IIP  | 1977 | 38.441585° N 7.555427° O     |              |
| 72292    | Complexo Arqueológico dos Perdigões                                                          | Arqueologia           | Menir               | Reguengos de Monsaraz | SIP  | 1971 | 38.444921° N 7.530147° O     |              |
| 73375    | Capela de Nossa Senhora dos Remédios ou Ermida de Nossa Senhora dos Remédios do Esporão      | Arquitetura religiosa | Capela              | Reguengos de Monsaraz | IIP  | 1982 | 38.380713° N 7.560461° O     |              |
| 73376    | Castelo de Esporão ou Torre do Esporão ou Solar da Herdade do Esporão                        | Arquitetura militar   | Castelo             | Reguengos de Monsaraz | IIP  | 1957 | 38.380289° N 7.560823° O     |              |
| 73377    | Menir na Herdade das Vidigueiras ou Menir das Vidigueiras ou Menir na Quinta das Vidigueiras | Arqueologia           | Menir               | Reguengos de Monsaraz | VC   |      | 38.372974° N 7.517096° O     |              |
| 74104    | Castelo Velho do Degebe                                                                      | Arqueologia           | Povoado fortificado | Reguengos de Monsaraz | IIP  | 1957 | 38.415134° N 7.557619° O     |              |
| 74152    | Castelo da Vidigueira ou Torre das Vidigueiras                                               | Arquitetura militar   | Castelo             | Reguengos de Monsaraz | IIP  | 1957 | 38.372974° N 7.517096° O     |              |

 Legenda: PM - Património Mundial · MN - Monumento Nacional · IIP - Imóvel de Interesse Público · MIP - Monumento de Interesse Público · CIP - Conjunto de Interesse Público · SIP - Sítio de Interesse Público · IIM - Imóvel de Interesse Municipal · MIM - Monumento de Interesse Municipal · CIM - Conjunto de Interesse Municipal · SIM - Sítio de Interesse Municipal · VC - Em vias de classificação · SPL - Sem proteção legal

## Vendas Novas
| ID    | Designações                             | Categoria             | Tipologia | Freguesia    | Grau | Ano  | Coordenadas              | Imagem |
| ----- | --------------------------------------- | --------------------- | --------- | ------------ | ---- | ---- | ------------------------ | ------ |
| 73870 | Monte Velho do Outeiro de Santo António | Arquitetura religiosa | Conjunto  | Vendas Novas | IIP  | 1997 | 38.677345° N 8.455199° O |        |

 Legenda: PM - Património Mundial · MN - Monumento Nacional · IIP - Imóvel de Interesse Público · MIP - Monumento de Interesse Público · CIP - Conjunto de Interesse Público · SIP - Sítio de Interesse Público · IIM - Imóvel de Interesse Municipal · MIM - Monumento de Interesse Municipal · CIM - Conjunto de Interesse Municipal · SIM - Sítio de Interesse Municipal · VC - Em vias de classificação · SPL - Sem proteção legal

## Viana do Alentejo
| ID    | Designações | Categoria             | Tipologia  | Freguesia         | Grau | Ano  | Coordenadas              | Imagem       |
| ----- | --- | --------------------- | ---------- | ----------------- | ---- | ---- | ------------------------ | ------------ |
| 71813 | Igreja Matriz do Salvador de Alcáçovas ou Igreja Matriz de Alcáçovas, adro e cruzeiro                                 | Arquitetura religiosa | Igreja     | Alcáçovas         | IIP  | 1993 | 38.397241° N 8.154819° O |              |
| 72046 | Ermida de São Pedro ou Capela dos Sequeiras                                                                           | Arquitetura religiosa | Ermida     | Alcáçovas         | VC   |      |                          |              |
| 73138 | Fonte dos Escudeiros ou Fonte da Praça da República ou Fonte da Renascença                                            | Arquitetura civil     | Fonte      | Alcáçovas         | VC   |      | 38.395407° N 8.154748° O |              |
| 73830 | Paço dos Henriques ou Horto do Paço das Alcáçovas ou Paço Real da Vila, Jardim e Capela de Nossa Senhora da Conceição | Arquitetura civil     | Palácio    | Alcáçovas         | IIP  | 1993 | 38.395093° N 8.15481° O  |              |
| 70378 | Igreja Matriz de Viana do Alentejo                                                                                    | Arquitetura religiosa | Igreja     | Viana do Alentejo | MN   | 1910 | 38.33205° N 8.001766° O  |              |
| 70379 | Castelo de Viana do Alentejo                                                                                          | Arquitetura militar   | Castelo    | Viana do Alentejo | MN   | 1910 | 38.332218° N 8.001755° O | Mais imagens |
| 73137 | Capela do Cruzeiro ou Ermida do Senhor Jesus do Cruzeiro                                                              | Arquitetura religiosa | Capela     | Viana do Alentejo | VC   |      | 38.340453° N 7.985974° O |              |
| 73962 | Pelourinho de Viana do Alentejo                                                                                       | Arquitetura civil     | Pelourinho | Viana do Alentejo | IIP  | 1933 | 38.332841° N 8.002052° O |              |

 Legenda: PM - Património Mundial · MN - Monumento Nacional · IIP - Imóvel de Interesse Público · MIP - Monumento de Interesse Público · CIP - Conjunto de Interesse Público · SIP - Sítio de Interesse Público · IIM - Imóvel de Interesse Municipal · MIM - Monumento de Interesse Municipal · CIM - Conjunto de Interesse Municipal · SIM - Sítio de Interesse Municipal · VC - Em vias de classificação · SPL - Sem proteção legal

## Vila Viçosa
| ID       | Designações | Categoria             | Tipologia  | Freguesia               | Grau | Ano  | Coordenadas                  | Imagem       |
| -------- | --- | --------------------- | ---------- | ----------------------- | ---- | ---- | ---------------------------- | ------------ |
| 69862    | Castelo de Vila Viçosa | Arquitetura militar   | Castelo    | Conceição               | MN   | 1910 | 38.779991° N 7.415058° O     | Mais imagens |
| 70204    | Cruzeiro de Vila Viçosa ou Cruzeiro do Carrascal | Arquitetura religiosa | Cruzeiro   | Conceição               | MN   | 1910 | 38.777841° N 7.423694° O     |              |
| 70205    | Paço Ducal de Vila Viçosa ou Paço dos Duques de Bragança | Arquitetura civil     | Palácio    | Conceição               | MN   | 1970 | 38.782872° N 7.422549° O     | Mais imagens |
| 70206    | Pelourinho de Vila Viçosa | Arquitetura civil     | Pelourinho | Conceição               | MN   | 1910 | 38.779774° N 7.416319° O     |              |
| 70207    | Igreja dos Agostinhos ou Igreja de Nossa Senhora da Graça ou Mosteiro de Santo Agostinho ou Panteão dos Duques de Bragança (e túmulo do 1º Duque de Bragança) | Arquitetura religiosa | Túmulo     | Conceição               | MN   | 1910 | 38.782631° N 7.420057° O     | Mais imagens |
| 70208    | Igreja e claustro do Convento das Chagas ou Real Convento das Chagas de Cristo (actual Pousada D. João IV)                                                    | Arquitetura religiosa | Igreja     | Conceição               | MN   |      | 38.78162° N 7.421256° O      | Mais imagens |
| 71366    | Igreja de São Domingos ou Ermida de São Domingos | Arquitetura religiosa | Igreja     | Conceição               | VC   |      |                              |              |
| 71368    | Paço do Bispo ou Paço dos Bispos Deões da Capela Real ou Centro Cultural Popular Bento de Jesus Caraça                                                        | Arquitetura religiosa | Palácio    | Conceição               | VC   |      |                              |              |
| 73284    | Palácio dos Matos Azambujas ou Casa dos Arcos | Arquitetura civil     | Palácio    | Conceição               | IIP  | 1985 | 38.782178° N 7.41887° O      | Mais imagens |
| 73285    | Igreja de Nossa Senhora da Lapa, hospedaria de peregrinos, moradia do capelão e do eremita ou Santuário da Senhora da Lapa                                    | Arquitetura religiosa | Conjunto   | Conceição               | IIP  | 2002 | 38.777681° N 7.423974° O     |              |
| 74227    | Igreja da Conceição ou Igreja Matriz de Vila Viçosa ou Igreja de Nossa Senhora da Conceição ou Antiga Igreja de Santa Maria do Castelo (Imag)                 | Arquitetura religiosa | Igreja     | Conceição               | IIP  | 1944 | 38.781018° N 7.415578° O     |              |
| 74228    | Capela de São João Baptista da Carrasqueira ou Ermida de São João Baptista da Carrasqueira                                                                    | Arquitetura religiosa | Capela     | Conceição               | IIP  | 1997 | 38.777866° N 7.421374° O     |              |
| 74509    | Igreja da Esperança ou Real Convento de Nossa Senhora da Esperança                                                                                            | Arquitetura religiosa | Igreja     | Conceição               | IIP  | 1944 | 38.778188° N 7.414409° O     |              |
| 71659    | Igreja e Convento de Santa Cruz | Arquitetura religiosa | Convento   | São Bartolomeu          | VC   |      |                              |              |
| 73753    | Igreja de São Bartolomeu ou Igreja de São João Evangelista ou Igreja do Colégio dos Jesuítas                                                                  | Arquitetura religiosa | Igreja     | São Bartolomeu          | IIP  | 1945 | 38.778095° N 7.419141° O     |              |
| 330153   | Casa Doutor Barata ou Moradia Barata dos Santos | Arquitetura civil     | Vivenda    | São Bartolomeu          | VC   |      |                              |              |
| 9902842  | Capela de S. Luís | n/a                   | n/a        | Vila Viçosa (Conceição) | IIM  |      | 38.78321966° N 7.41131604° O |              |
| 10965961 | Porta da Tapada / São Bento em Vila Viçosa | n/a                   | n/a        | Vila Viçosa (Conceição) | IIM  |      | 38.78679242° N 7.42106279° O |              |
| 12609033 | Antigo Lagar da Cooperativa dos Olivicultores de Vila Viçosa                                                                                                  | n/a                   | n/a        | Vila Viçosa (Conceição) | IIM  |      | 38.78028807° N 7.42540836° O |              |

 Legenda: PM - Património Mundial · MN - Monumento Nacional · IIP - Imóvel de Interesse Público · MIP - Monumento de Interesse Público · CIP - Conjunto de Interesse Público · SIP - Sítio de Interesse Público · IIM - Imóvel de Interesse Municipal · MIM - Monumento de Interesse Municipal · CIM - Conjunto de Interesse Municipal · SIM - Sítio de Interesse Municipal · VC - Em vias de classificação · SPL - Sem proteção legal